# Wereldkampioenschappen baanwielrennen para-cycling 2019
De wereldkampioenschappen baanwielrennen para-cycling 2019 werden van 14 maart tot en met 17 maart 2019 gehouden in het Omnisport Apeldoorn in de Nederlandse stad Apeldoorn. Tijdens dit evenement werden er ook test-evenementen georganiseerd. De winnaars van de test-evenementen wonnen geen wereldtitel.

## Belgische deelnemers
De Belgische selectie voor het wereldkampioenschap ziet er als volgt uit:
- Mannen: Ewoud Vromant C2, Diederick Schelfhout C3, Kris Bosmans C3, Niels Verschaeren C5, Milan Thomas met Bert Scheirlinckx tandem
- Vrouwen: Griet Hoet met Anneleen Monsieur tandem

## Nederlandse deelnemers
- Mannen: Stijn Boersma C3, Daniel Abraham Gebru C5, Martin van de Pol C5, Tristan Bangma met Patrick Bos tandem,Vincent ter Schure met Timo Fransen tandem
- Vrouwen: Alyda Norbruis C2, Caroline Groot C5, Larissa Klaassen met Imke Brommer tandem

## Programma

### Gemengd

#### C1 tot C5
| Datum    | onderdeel        | Land  | Goud                                | Land                | Zilver                                       | Land             | Brons                                           |
| -------- | ---------------- | ----- | ----------------------------------- | ------------------- | -------------------------------------------- | ---------------- | ----------------------------------------------- |
| 17 maart | teamsprint, 750m | China | Zhangyu Li Guoqing Wu Shanzhang Lai | Verenigd Koninkrijk | Louis Rolfe Jon-Allan Butterworth Jody Cundy | Verenigde Staten | Jason Kimball Joseph Berenyi Christopher Murphy |

### Mannen

#### Tandem
| Datum    | onderdeel           | Land                | Goud                          | Land                | Zilver                          | Land      | Brons                           |
| -------- | ------------------- | ------------------- | ----------------------------- | ------------------- | ------------------------------- | --------- | ------------------------------- |
| 15 maart | achtervolging, 4 km | Polen               | Marcin Polak Michal Ladosz    | Nederland           | Vincent ter Schure Timo Fransen | Nederland | Tristan Bangma Patrick Bos      |
| 16 maart | tijdrit, 1 km       | Verenigd Koninkrijk | James Ball Peter Mitchell     | Verenigd Koninkrijk | Neil Fachie Matthew Rotherham   | Nederland | Tristan Bangma Patrick Bos      |
| 17 maart | sprint              | Verenigd Koninkrijk | Neil Fachie Matthew Rotherham | Verenigd Koninkrijk | James Ball Peter Mitchell       | Polen     | Adam Brzozowski Kamil Kuczynski |

#### C1
| Datum    | onderdeel           | Land   | Goud                | Land    | Zilver        | Land      | Brons               |
| -------- | ------------------- | ------ | ------------------- | ------- | ------------- | --------- | ------------------- |
| 14 maart | achtervolging, 3 km | Spanje | Ricardo Ten Argiles | China   | Zhangyu Li    | Canada    | Ross Wilson         |
| 15 maart | tijdrit, 1 km       | China  | Zhangyu Li          | China   | Weicong Liang | Spanje    | Ricardo Ten Argiles |
| 16 maart | scratch             | Spanje | Ricardo Ten Argiles | Rusland | Ivan Ermakov  | Australië | Darcy Thompson      |

#### C2
| Datum    | onderdeel           | Land      | Goud             | Land      | Zilver           | Land     | Brons            |
| -------- | ------------------- | --------- | ---------------- | --------- | ---------------- | -------- | ---------------- |
| 14 maart | achtervolging, 3 km | Australië | Darren Hicks     | Canada    | Tristen Chernove | Colombia | Alejandro Perea  |
| 15 maart | tijdrit, 1 km       | Colombia  | Alejandro Perea  | Australië | Gordon Allan     | Canada   | Tristen Chernove |
| 16 maart | scratch             | Canada    | Tristen Chernove | Colombia  | Alejandro Perea  | China    | Guihua Liang     |

#### C3
| Datum    | onderdeel           | Land             | Goud           | Land             | Zilver                 | Land    | Brons                |
| -------- | ------------------- | ---------------- | -------------- | ---------------- | ---------------------- | ------- | -------------------- |
| 14 maart | achtervolging, 3 km | Australië        | David Nicholas | Spanje           | Eduardo Santas Asensio | België  | Diederick Schelfhout |
| 15 maart | tijdrit, 1 km       | Verenigde Staten | Joseph Berenyi | Spanje           | Eduardo Santas Asensio | België  | Diederick Schelfhout |
| 17 maart | scratch             | Australië        | David Nicholas | Verenigde Staten | Joseph Berenyi         | Rusland | Alexsey Obydennov    |

#### C4
| Datum    | onderdeel           | Land                | Goud               | Land                | Zilver          | Land             | Brons              |
| -------- | ------------------- | ------------------- | ------------------ | ------------------- | --------------- | ---------------- | ------------------ |
| 14 maart | tijdrit, 1 km       | Verenigd Koninkrijk | Jody Cundy         | Slowakije           | Jozef Metelka   | Verenigde Staten | Justin Widhalm     |
| 16 maart | achtervolging, 4 km | Slowakije           | Jozef Metelka      | Verenigd Koninkrijk | George Peasgood | Colombia         | Diego Duenas Gomez |
| 17 maart | scratch             | Colombia            | Diego Duenas Gomez | Ierland             | Ronan Grimes    | Rusland          | Sergei Pudov       |

#### C5
| Datum    | onderdeel           | Land      | Goud                   | Land                | Zilver            | Land             | Brons                |
| -------- | ------------------- | --------- | ---------------------- | ------------------- | ----------------- | ---------------- | -------------------- |
| 14 maart | tijdrit, 1 km       | Spanje    | Alfonso Cabello Llamas | Verenigd Koninkrijk | Blaine Hunt       | Verenigde Staten | Christopher Murphy   |
| 16 maart | achtervolging, 4 km | Australië | Alistair Donohoe       | Oekraïne            | Jehor Dementjev   | Nederland        | Daniel Abraham Gebru |
| 17 maart | scratch             | Australië | Alistair Donohoe       | Verenigd Koninkrijk | William Bjergfelt | Nederland        | Daniel Abraham Gebru |

### Vrouwen

#### Tandem
| Datum    | onderdeel           | Land                | Goud                         | Land      | Zilver                            | Land                | Brons                         |
| -------- | ------------------- | ------------------- | ---------------------------- | --------- | --------------------------------- | ------------------- | ----------------------------- |
| 15 maart | achtervolging, 3 km | Nieuw-Zeeland       | Emma Foy Hannah Van Kampen   | België    | Griet Hoet Anneleen Monsieur      | Verenigd Koninkrijk | Lora Fachie Corrine Hall      |
| 16 maart | tijdrit, 1 km       | Verenigd Koninkrijk | Sophie Thornhill Helen Scott | Nederland | Larissa Klaassen Imke Brommer     | Nieuw-Zeeland       | Emma Foy Hannah Van Kampen    |
| 17 maart | sprint              | Verenigd Koninkrijk | Sophie Thornhill Helen Scott | Australië | Jessica Gallagher Madison Janssen | Nederland           | Larissa Klaassen Imke Brommer |

#### C1
| Datum    | onderdeel           | Land                | Goud       | Land                | Zilver     | Land | Brons |
| -------- | ------------------- | ------------------- | ---------- | ------------------- | ---------- | ---- | ----- |
| 14 maart | achtervolging, 3 km | Verenigd Koninkrijk | Katie Toft |                     |            |      |       |
| 15 maart | tijdrit, 500m       | China               | Jieli Li   | Verenigd Koninkrijk | Katie Toft |      |       |

#### C2
| Datum    | onderdeel           | Land      | Goud        | Land      | Zilver          | Land          | Brons           |
| -------- | ------------------- | --------- | ----------- | --------- | --------------- | ------------- | --------------- |
| 14 maart | achtervolging, 3 km | China     | Sini Zeng   | Colombia  | Daniela Munevar | Nieuw-Zeeland | Sarah Ellington |
| 15 maart | tijdrit, 500m       | Australië | Amanda Reid | Nederland | Alyda Norbruis  | China         | Zhenling Song   |

#### C3
| Datum    | onderdeel           | Land      | Goud         | Land      | Zilver           | Land      | Brons            |
| -------- | ------------------- | --------- | ------------ | --------- | ---------------- | --------- | ---------------- |
| 14 maart | achtervolging, 3 km | Australië | Paige Greco  | Duitsland | Denise Schindler | Zweden    | Anna Beck        |
| 15 maart | tijdrit, 500m       | Australië | Paige Greco  | Japan     | Keiko Sugiura    | China     | Xiaomei Wang     |
| 16 maart | Scratch             | China     | Xiaomei Wang | Australië | Paige Greco      | Duitsland | Denise Schindler |

#### C4
| Datum    | onderdeel           | Land                | Goud            | Land      | Zilver        | Land          | Brons           |
| -------- | ------------------- | ------------------- | --------------- | --------- | ------------- | ------------- | --------------- |
| 14 maart | tijdrit, 500m       | Verenigd Koninkrijk | Kadeena Cox     | China     | Jianping Ruan | Nieuw-Zeeland | Katherine Horan |
| 16 maart | achtervolging, 3 km | Australië           | Emily Petricola | Canada    | Kelly Shaw    | Australië     | Meg Lemon       |
| 16 maart | Scratch             | China               | Jianping Ruan   | Australië | Meg Lemon     | Australië     | Emily Petricola |

#### C5
| Datum    | onderdeel           | Land                | Goud           | Land                | Zilver              | Land             | Brons            |
| -------- | ------------------- | ------------------- | -------------- | ------------------- | ------------------- | ---------------- | ---------------- |
| 14 maart | tijdrit, 500m       | Nederland           | Caroline Groot | Verenigd Koninkrijk | Sarah Storey        | Frankrijk        | Marie Patouillet |
| 16 maart | achtervolging, 3 km | Verenigd Koninkrijk | Sarah Storey   | Polen               | Anna Harkowska      | Verenigde Staten | Samantha Bosco   |
| 16 maart | Scratch             | Verenigd Koninkrijk | Sarah Storey   | Verenigd Koninkrijk | Crystal Lane-Wright | Verenigde Staten | Samantha Bosco   |

#### C1 tot C2
| Datum    | onderdeel | Land  | Goud      | Land      | Zilver      | Land     | Brons                      |
| -------- | --------- | ----- | --------- | --------- | ----------- | -------- | -------------------------- |
| 16 maart | Scratch   | China | Sini Zeng | Australië | Amanda Reid | Colombia | Leidi Yolani Ramirez Rojas |

### Gemengd

#### Tandem
| Datum    | onderdeel        | Land  | Goud                                                          | Land    | Zilver                                                        | Land   | Brons                                                                                            |
| -------- | ---------------- | ----- | ------------------------------------------------------------- | ------- | ------------------------------------------------------------- | ------ | ------------------------------------------------------------------------------------------------ |
| 14 maart | teamsprint, 1 km | Polen | Karolina Rzepa Edyta Jasinska Adam Brzozowski Kamil Kuczynski | Ierland | Katie-George Dunlevy Eve McCrystal Martin Gordon Eamonn Byrne | Spanje | Ginesa Lopez Alarcon Mayalen Noriega Belausteguigoitia Ignacio Avila Rodriguez Joan Font Bertoli |

### Omnium

#### Mannen
| Datum    | categorie | Land                | Goud                | Land     | Zilver                 | Land      | Brons              |
| -------- | --------- | ------------------- | ------------------- | -------- | ---------------------- | --------- | ------------------ |
| 16 maart | C1        | Spanje              | Ricardo Ten Argiles | Rusland  | Ivan Ermakov           | Canada    | Ross Wilson        |
| 16 maart | C2        | Canada              | Tristen Chernove    | Colombia | Alejandro Perea        | België    | Ewoud Vromant      |
| 17 maart | C3        | Verenigde Staten    | Joseph Berenyi      | Spanje   | Eduardo Santas Asensio | Australië | David Nicholas     |
| 17 maart | C4        | Verenigde Staten    | Jason Macom         | Colombia | Diego Duenas Gomez     | Rusland   | Sergei Pudov       |
| 17 maart | C5        | Verenigd Koninkrijk | Jonathan Gildea     | Oekraïne | Jehor Dementjev        | Brazilië  | Lauro Mouro Chaman |

#### Vrouwen
| Datum    | categorie | Land                | Goud            | Land      | Zilver           | Land                | Brons               |
| -------- | --------- | ------------------- | --------------- | --------- | ---------------- | ------------------- | ------------------- |
| 16 maart | C1        | Verenigd Koninkrijk | Katie Toft      |           |                  |                     |                     |
| 16 maart | C2        | Colombia            | Daniela Munevar | Australië | Yvonne Marzinke  | Frankrijk           | Christelle Ribault  |
| 16 maart | C3        | Australië           | Paige Greco     | Duitsland | Denise Schindler | Verenigde Staten    | Jamie Whitmore      |
| 16 maart | C4        | Australië           | Meg Lemon       | Rusland   | Elena Galkina    | Canada              | Marie-Claude Molnar |
| 16 maart | C5        | Verenigd Koninkrijk | Sarah Storey    | Nederland | Caroline Groot   | Verenigd Koninkrijk | Crystal Lane-Wright |